# Curt Melnitz
Curt Melnitz, auch Curtis Melnitz, (geboren am 2. Mai 1879 in Leipzig, Deutsches Reich als Kurt Chmelnitzki, gestorben am 14. Oktober 1962 in Los Angeles, Vereinigte Staaten) war ein deutsch-amerikanischer Pressevertreter, Studio-Repräsentant, Firmenmanager und Filmproduzent.

## Leben
Melnitz kam 1905 in die USA und wurde am 6. Juni 1911 eingebürgert. Er arbeitete 12 Jahre lang als Reporter in  New York, bis er sich eine Lungenentzündung zuzog. Auf Anraten seiner Ärzte sollte er sich ins sonnige Kalifornien begeben. Mit Empfehlungsschreiben seiner Zeitung ausgestattet, reiste er nach Hollywood. Dort begegnete er Charlie Chaplin, der ihn als Pressebetreuer in sein Team aufnahm. 1923 wirkte Melnitz als Präsident der Little Theatre Films, Inc. in Los Angeles. 1926 wurde er von Chaplin, der Mitbegründer von United Artists war, nach Berlin geschickt, um sich um den Vertrieb der U.A.-Filme in Deutschland zu kümmern. Er handelte die Übernahme des Ifa-Filmverleihs aus, der ab 4. August als United Artists Film-Verleih GmbH firmierte. Melnitz leitete das Unternehmen bis zum Dezember 1930.
Im April 1930 gründete er seine eigene Curtis Melnitz Film-Produktion GmbH und schloss im Mai 1930 einen Filmvertrag mit Max Reinhardt ab. Geplant war die Verfilmung der Jacques Offenbach-Operette Pariser Leben. Da es Melnitz nicht gelungen war, seine vertraglichen Verpflichtungen trotz eines gewährten Aufschubs zu erfüllen, kündigte Max Reinhardt den Vertrag im September 1930. Zu diesem Zeitpunkt hatte Melnitz bereits 200.000  RM in das Filmprojekt investiert, die er nun als Verlust abschreiben musste. Es war nicht einmal ein Jahr seit der Gründung vergangen, da verkaufte er schon seine Firma.
Melnitz wirkte kurzzeitig (1930/31) als Vorstandsmitglied der Berliner Terra Film AG bei vier Filmen als Produzent. Er war zugleich Geschäftsführer bei der Terra Filmverleih GmbH. Als Chaplin im Jahr 1931 nach Europa kam, um seinen Film Lichter der Großstadt zu promoten, begleitete Melnitz ihn bei seinen Besuchen in Berlin und Wien als sein persönlicher Pressereferent und Dolmetscher. Noch im gleichen Jahr gab Melnitz den Vorstandsposten bei der Terra Film AG auf. Damit endeten alle seine filmischen Aktivitäten in Deutschland.
In den folgenden Jahren hielt sich Melnitz als Europa-Manager von United Artists vornehmlich in Paris und London auf. Kurz vor Ausbruch des Zweiten Weltkriegs kehrte er in die USA zurück.
Nach 1933 war er als Jude in Nazi-Deutschland unerwünscht. 1938 soll er noch einmal in seine Heimatstadt Leipzig zurückgereist sein, um seine dort verbliebenen Verwandten dringend zum Verlassen Deutschlands zu überreden. Melnitz’ spätere berufliche Aktivitäten sind derzeit nicht bekannt. Im kalifornischen Wählerregister von 1944 war in der Sparte Beruf retired (zur Ruhe gesetzt) eingetragen.

## Familiäres
Curt Melnitz war mit Grace Pauling verheiratet und besaß mit Wilhelm (William) Wolf Melnitz (1900–1989) einen in Köln geborenen Neffen. Dieser war  Theaterregisseur, der einst als Assistent Max Reinhardts begonnen hatte und später Dekan der Abteilung Schöne Künste an der UCLA wurde. Ihm zu Ehren wurde die Melnitz Hall der UCLA eingerichtet.
Charles Lewinsky erwähnt in dem Buch „Melnitz“, dass ihn das Leben von Curt/Curtis Melnitz, von dem ihm seine Großmutter in der Kindheit erzählt hatte, zu dem Roman inspiriert hat.

## Filme (als Produzent)
- 1930: Die Firma heiratet
- 1930: Der Mann, der den Mord beging
- 1930: Der Mörder Dimitri Karamasoff
- 1931: Wer nimmt die Liebe ernst?